# 小松左京
小松左京（1931年1月28日—2011年7月26日），本名小松實，是日本最著名的科幻小說作家之一，號稱「日本科幻界的推土機」，出生於大阪府。小松左京與星新一、筒井康隆合稱為日本科幻小說「御三家」。

## 生平

### 早期
小松左京的祖先是阿波（德島）小松至（千葉）外房附近活動的漁夫家族。父親曾於明治藥学專門学校（現在的明治藥科大学）就讀，後來與東京漢方藥店店主的女兒結婚。小松左京的父母住在大阪府大阪市西區，育有五男一女，而小松左京則是次男。他在4歳時搬到兵庫縣西宮市，隨後於尼崎及西宮度過童年時期。小松左京的哥哥在京都大学專攻冶金工學，後來擔任三洋電機的技術人員、戰争爆發後藉由研讀科學書籍來教授小松左京科學知識。他也告訴小松左京轟炸廣島的新型炸彈為原子彈。
他在少年時代因為身體虛弱，對於體育沒有興趣，但熱中於歌、漫畫及電影。小松左京也在大阪盛行的文樂中學習古典藝術相關知識。
他在1943年進入第一神戶中学校就讀，並曾加入柔道部（戰爭結束後，柔道遭到禁止，於是轉入橄欖球）。小松左京在第二次世界大戰結束時才14歲，無法加入軍隊。他感覺自己背負存活下來的責任，成為将来創作科幻小說的契機。

### 戰後
小松左京在戰爭結束後曾接觸到詩人但丁的《神曲》，並受到啟發，成為之後創作科幻小說的起點。
他在1948年從中学畢業，進入第三高等学校就讀。小松左京於京都大學學習文學，專攻義大利文學。他在大学中参加同人誌『京大作家集團』活動，高橋和巳、三浦浩等人交流文學。當時他熱中於安部公房的作品。
他曾參加日本共產黨，從事政治活動山村工作隊。他因為對投下原子彈的美國感到反感，所以加入高唱「反戰平和」的共產黨，信奉共産主義思想。後來他因蘇聯開始研究原子彈，對共産黨活動感到質疑，後來離開共産黨。
小松左京在提出義大利劇作家路伊吉·皮兰德娄論文後、於1954年大学畢業。後來他在進入産経新聞，開始擔任推理小說評論工作。
他於1958年結婚，但是生活清苦。他後來根據當時大阪的阿帕契族、創作長篇小說《日本阿帕契族》。

### 作家生涯
1961年、他參加早川書房主辦的第1屆科幻小説競賽，以《賦予大地和平》（地には平和を）獲得努力賞。《給大地以和平》後來未於《SF雜誌》連載，而是在SF同人誌『宇宙塵』刊登。
1963年，小松左京加入剛成立的日本SF作家俱樂部（1980年至1983年的會長是他與星新一、矢野徹），開始頻繁與科幻小說作家互相交流。
1963年，他在《全讀物》刊登「紙か髪か」，獲得吉田健一、扇谷正造等人的稱讚。同年，短編集《賦予大地和平》發行，並進入1963年度下半期直木賞決選。小松左京對未来學抱持興趣，於是在1968年参加「日本未来學會」成立。
1970年，國際科幻小說評論會召開，作家亞瑟·查理斯·克拉克、茱迪絲‧梅洛（Judith Merril）、費德列克·波爾（Frederik Pohl）、布萊恩·威爾遜·艾爾迪斯（Brian Wilson Aldiss）等都曾参與該會議。他在1973年推出代表作《日本沉沒》，想像日本列島因地殼大變動而沉入海底，轟動日本社會，銷出四百萬冊；此書獲得第27回日本推理作家協會賞，並由東寶公司改編成電影。
1980年、他擔任日本SF作家俱樂部会長、盡力推動徳間書店設立日本SF大賞。第1屆得獎作品為堀晃的硬科幻短編集《太陽風交点》。1985年，小松左京又以《首都消失》描述東京被濃霧包圍阻隔外界的想像災難，獲得第6回日本科幻小說大賞（日本SF大賞）。
2000年，角川春樹事務所主辦的小松左京賞設立、小松左京擔任評審委員（2009年退出）。2001年，同人誌『小松左京雜誌』開辦，毎集開頭文張連載小松與著名人物的談話。2006年，《日本沉沒》再度改編為電影，由草彅剛主演。小松左京於2011年7月26日因肺炎於大阪府箕面市病逝。

## 紀念
1993年，小林隆男發現6983小行星，後來於2002年命名為小松左京。

## 作品
- 小松左京作品集 全5卷 JustSystems、1995年 - 1996年
- 小松左京全集 全56卷 城西国际大学出版会、2006年 -

### 小说
- 1963年：《大地和平》（短篇）
- 1964年：《復活之日（日语：復活の日）》
- 1966年：《超能密諜》
- 1966年：《無盡漂流的終點》
- 1972年：《誰是繼承者？》
- 1973年：《結晶星團》（短篇）
- 1973年：《祖先大人萬歳》
- 1973年：《日本沉沒》
- 1978年：《戈耳狄俄斯之结》
- 1982年：《木星再見/再见了，木星》
- 1985年：《首都消失》
- 2006年：《日本沉沒・第二部》（與谷甲州共著）

### 戏剧
- 狐と宇宙人－戯曲集（德间書店、1990年） -SF狂言。受茂山千之丞之托所写[25][26]。

### 评论、对话、随笔
- 地図の思想 講談社、1965年
- 探検の思想 講談社、1966年
- 未来図の世界 講談社、1966年
- 未来怪獣宇宙 講談社、1967年
- 未来の思想 文明の進化と人類  中公新書、1967年

### 漫画
- イワンの馬鹿（不二書房、1949年）モリ・ミノル名義
- 大地底海（不二書房、1949年）モリ・ミノル名義
- ぼくらの地球（我们的地球）（不二書房、1949年）モリ・ミノル名義
- 幻の小松左京=モリ・ミノル漫画全集 全4巻（小学館、2002年）

### 电视
- 宇宙人皮皮 （1965年、NHK、实拍+动画合成作品的原作）
- 日本沉沒（電視版，1974年）
- 日本沉沒-希望之人-（電視版，2021年）

### 電影
- 日本沉没（1973年版、2006年版，東宝）
- 超能密諜（1974年，東宝）
- 復活之日（1980年，角川書店、TBS（發行：東宝））
- 木星再見（1984年，東宝、株式会社イオ）
- 首都消失（1987年，関西テレビ、大映、德间书店（發行：東宝））

### 動畫
- 日本沉沒（2020年，Netflix全球獨佔配信）

## 外部連結
- 小松左京ホームページ（小松左京研究会）
- 株式会社イオ・小松左京事務所 （页面存档备份，存于）
- 宇宙作家クラブ （页面存档备份，存于）
- 東浩紀による小松左京論「小松左京と未来の問題」（ウェブマガジン掲載の評論）
- 小松左京コーパス
- 小松左京ライブラリ （页面存档备份，存于）
- 自身が原作の「日本沈没」(1973年・東宝)にカメオ出演した際の映像 （页面存档备份，存于）
- 網路推理小說資料庫上的Sakyo Komatsu
- 小松左京在互联网电影资料库（IMDb）上的資料（英文）